# Municipio de Castor (condado de Madison)
El municipio de Castor (en inglés: Castor Township) es un municipio ubicado en el condado de Madison en el estado estadounidense de Misuri. En el año 2010 tenía una población de 1082 habitantes y una densidad poblacional de 7,69 personas por km².

## Geografía
El municipio de Castor se encuentra ubicado en las coordenadas 37°32′48″N 90°10′45″O / 37.54667, -90.17917. Según la Oficina del Censo de los Estados Unidos, el municipio tiene una superficie total de 140.72 km², de la cual 140,2 km² corresponden a tierra firme y (0,38 %) 0,53 km² es agua.

## Demografía
Según el censo de 2010, había 1082 personas residiendo en el municipio de Castor. La densidad de población era de 7,69 hab./km². De los 1082 habitantes, el municipio de Castor estaba compuesto por el 98,43 % blancos, el 0,46 % eran afroamericanos, el 0,09 % eran amerindios, el 0,09 % eran asiáticos, el 0,46 % eran de otras razas y el 0,46 % eran de una mezcla de razas. Del total de la población el 0,92 % eran hispanos o latinos de cualquier raza.